# Hadamardsche Lückenreihe
Hadamardsche Lückenreihe ist ein Terminus aus dem mathematischen Teilgebiet der Funktionentheorie. Man versteht darunter eine komplexwertige Potenzreihe mit Entwicklungspunkt Null, deren Koeffizienten einer Lückenbedingung genügen
Der Terminus verweist auf den französischen Mathematiker Jacques Hadamard (1865–1963), der in einer wichtigen Arbeit aus dem Jahre 1892 die Beziehungen zwischen den Singularitäten einer holomorphen Funktion und den Koeffizienten ihrer Taylorentwicklung untersuchte. Die hier zugrundeliegende allgemeine Problemstellung ist die Frage nach dem Randverhalten von Potenzreihen. Es geht um die Frage nach den Holomorphiegebieten der zu gegebenen Potenzreihen gehörigen holomorphen Funktionen und darum, inwieweit der Rand des Konvergenzkreises einer Potenzreihe deren natürliche Grenze darstellt.

## Lückenbedingung
Eine (Hadamardsche) Lückenreihe ist eine komplexe Potenzreihe {\displaystyle \textstyle P(z)=\sum _{n=0}^{\infty }{a_{n}}z^{n}}, die die folgende Eigenschaft erfüllt:
(HL) Es existiert eine streng monoton wachsende Zahlenfolge {\displaystyle (m_{n})_{n=0,1,2,\dots }} natürlicher Zahlen und eine reelle Zahl {\displaystyle \delta >0} derart, dass gilt:
(HL1) Für   {\displaystyle n=0,1,2,\dots }   ist stets   {\displaystyle m_{n+1}-m_{n}>{\delta }\cdot m_{n}}  .
(HL2) Für   {\displaystyle k,n=0,1,2,\dots }   sind stets   {\displaystyle a_{m_{n}}\neq 0}   und zugleich   {\displaystyle a_{k}=0}  , falls   {\displaystyle m_{n}<k<m_{n+1}}.
Es gilt also:
(HL*) {\displaystyle P(z)=\sum _{n=0}^{\infty }a_{m_{n}}z^{m_{n}}} mit {\displaystyle \liminf _{n\rightarrow \infty }{\frac {m_{n+1}}{m_{n}}}>1}. Setzt man {\displaystyle b_{n}=a_{m_{n}}\;(n=0,1,2,\dots )}, so hat man eine Darstellung {\displaystyle \textstyle P(z)=\sum _{n=0}^{\infty }b_{n}z^{m_{n}}}.

## Lückensatz von Hadamard
Der Lückensatz von Hadamard (im englischsprachigen Raum auch Ostrowski-Hadamard Gap Theorem genannt)
macht nun die Aussage, dass mittels Hadamardscher Lückenreihen gegebene holomorphe Funktionen nirgends analytisch fortsetzbar sind.
Genauer gesagt gilt:
Ist eine komplexwertige Potenzreihe   {\displaystyle P(z)}   mit dem Konvergenzradius   {\displaystyle R>0}   eine Hadamardsche Lückenreihe, so ist die zugehörige holomorphe Funktion   {\displaystyle z\mapsto P(z)}   nirgends über die offene Konvergenzkreisscheibe   {\displaystyle B_{R}=\{z\colon \,|z|<R\}\subseteq \mathbb {C} }   hinaus fortsetzbar und der Rand   {\displaystyle \partial {B_{R}}=\{z\colon \,|z|=R\}}   bildet die natürliche Grenze.

## Verwandter Satz: Der Lückensatz von Fabry
Einer der schärfsten Nichtfortsetzbarkeitssätze ist der Lückensatz von Fabry – so genannt nach dem französischen Mathematiker Eugène Fabry –, der den Hadamardschen Lückensatz sogar umfasst und wie folgt lautet:
Erfüllt eine komplexwertige Potenzreihe {\displaystyle \textstyle P(z)=\sum _{n=0}^{\infty }a_{n}z^{m_{n}}} mit dem Konvergenzradius {\displaystyle R} die Bedingung {\displaystyle \textstyle \lim _{n\rightarrow \infty }{\frac {m_{n}}{n}}=\infty }, so ist die zugehörige holomorphe Funktion {\displaystyle z\mapsto P(z)} nirgends über die offene Konvergenzkreisscheibe {\displaystyle B_{R}=\{z\colon \,|z|<R\}\subseteq \mathbb {C} } hinaus fortsetzbar und der Rand {\displaystyle \partial {B_{R}}=\{z\colon \,|z|=R\}} bildet die natürliche Grenze.

## Zusammenfassung
Die Aussage beider Sätze lässt sich zusammenfassen wie folgt:
Unter den jeweiligen Bedingungen ist der Konvergenzkreis   {\displaystyle B_{R}=\{z\colon \,|z|<R\}\subseteq \mathbb {C} }   das Holomorphiegebiet der zugehörigen holomorphen Funktion   {\displaystyle z\mapsto P(z)} 

## Zwei Beispiele
(1) {\displaystyle P(z)=\sum _{n=0}^{\infty }z^{2^{n}}}
(2) {\displaystyle P(z)=\sum _{n=0}^{\infty }z^{n!}}
In beiden Fällen ist das Holomorphiegebiet die Einheitskreisscheibe.